# Conselho de Ministros da República Popular da Hungria
O Conselho de Ministros da República Popular da Hungria foi o mais alto órgão executivo e administrativo da Hungria durante o regime comunista. Foi criado em 1949, com a promulgação de uma nova constituição que criou formalmente a República Popular da Hungria. Juntamente com o próprio Estado, foi extinto em 1989. 
O Conselho de Ministros era composto pelo Presidente (Primeiro-Ministro), vice-presidentes, ministros de Estado, chefes de ministérios e pelo Presidente do Conselho Nacional de Planejamento. O Parlamento da Hungria, mediante recomendação do Conselho Presidencial da República Popular da Hungria, elegia e exonera o presidente e os ministros de suas funções. 

## Lista de presidentes
| Nome           | Posse                  | Fim do Mandato         |
| -------------- | ---------------------- | ---------------------- |
| István Dobi    | 20 de agosto de 1949   | 14 de agosto de 1952   |
| Mátyás Rákosi  | 14 de agosto de 1952   | 4 de julho de 1953     |
| Imre Nagy      | 4 de julho de 1953     | 18 de abril de 1955    |
| András Hegedüs | 18 de abril de 1955    | 24 de outubro de 1956  |
| Imre Nagy      | 24 de outubro de 1956  | 4 de novembro de 1956  |
| János Kádár    | 4 de novembro de 1956  | 28 de janeiro de 1958  |
| Ferenc Münnich | 28 de janeiro de 1958  | 13 de setembro de 1961 |
| János Kádár    | 13 de setembro de 1961 | 30 de junho de 1965    |
| Gyula Kállai   | 30 de junho de 1965    | 14 de abril de 1967    |
| Jenő Fock      | 14 de abril de 1967    | 15 de maio de 1975     |
| György Lázár   | 15 de maio de 1975     | 25 de junho de 1987    |
| Károly Grósz   | 25 de junho de 1987    | 24 de novembro de 1988 |
| Miklós Németh  | 24 de novembro de 1988 | 23 de outubro de 1989  |